# Crnogrli plijenor
Crnogrli plijenor (srednji plijenor; lat. Gavia arctica) je ptica srednje veličine koja je član reda plijenorki (Gaviiformes).
Gnijezdi se u Euroaziji i slučajno u zapadnoj Aljaski. Prezimljava na moru ili na velikim jezerima. Ponekad odluta do Indije.

## Opis
Odrasla gnijezdeća jedinka velika je 63 – 75 centimetara u dužinu, s rasponom krila 100 – 122 centimetra. Oblikovan je manji, izgleda kao dotjerana verzija velikog plijenora. Ima sivu glavu, crno grlo, bijele donje dijelove i kockasti crno-bijeli plašt. Izvan sezone parenja sivlje je boje i ima bijelu bradu i prednji dio vrata. Kljun je sive ili bijelkaste boje i u obliku je bodeža. Za vrijeme i izvan sezone parenja na bokovima ima bijele mrlje po kojima se razlikuje od svih vrsta plijenora, posebno od pacifičkog plijenora. 
Status zaštite: niska abrinutost,

## Galerija
- jaja